# Apamea fennica
Apamea fennica là một loài bướm đêm trong họ Noctuidae.